# Karl Heinz Stauder
Karl Heinz Stauder (ur. 3 lipca 1905 w Norymberdze, zm. 11 kwietnia 1969 w Tutzing) – niemiecki lekarz neurolog i psychiatra, pisarz. 

## Życiorys
Syn lekarza i przewodniczącego Deutsche Ärztevereinsbund, Alfonsa Staudera (1878–1937). Od 1929 do 1937 asystent i ordynator w Monachijskiej Klinice Psychiatrycznej u Oswalda Bumkego. W 1937 odmówił wstąpienia do NSDAP i opuścił Klinikę. Od 1951 do 1961 był redaktorem czasopisma „Medizinische Klinik”. Jako pisarz publikował pod pseudonimem Thomas Regau.
Jako pierwszy opisał ostrą śmiertelną katatonię.